# 西中筋村
西中筋村（にしなかすじむら）は、京都府天田郡にあった村。現在の福知山市中心部の東方、山陰本線・石原駅の周辺、由良川の左岸にあたる。

## 地理
- 河川：由良川

## 歴史
- 1889年（明治22年）4月1日 - 町村制の施行により、土村・石原村・興村・観音寺村・戸田村の区域をもって発足。
- 1949年（昭和24年）4月1日 - 福知山市に編入。同日西中筋村廃止。

## 交通

### 鉄道路線
- 日本国有鉄道
  - 山陰本線
    - 石原駅